# Irena Lukšić
 Irena Lukšić (Duga Resa, 10. ožujka 1953. − Duga Resa, 12. ožujka 2019.) hrvatska je spisateljica, prevoditeljica, znanstvenica i urednica. Živi u Dugoj Resi. Piše prozu, drame, eseje, televizijske i radijske drame, filmske scenarije, stručne i znanstvene radove, te prevodi s ruskog.

## Životopis
Rođena je u obitelji službenika, majke Zore ekonomistice i oca Zdenka upravnog pravnika. 
U rodnome je gradu završila osnovnu školu i gimnaziju, a na Filozofskom fakultetu Sveučilišta u Zagrebu diplomirala komparativnu književnost i ruski jezik. Apsolvirala je i studij novinarstva na Fakultetu političkih znanosti u Zagrebu. Doktorirala na temi ruske emigrantske književnosti. 
Prve kritičke tekstove počela objavljivati sredinom 70-ih godina XX. stoljeća u jednom glazbenome magazinu. U to vrijeme počela je surađivati kao prevoditeljica s nekim izdanjima novinske kuće Vjesnik. U književnosti se javila krajem 70-ih pripovijetkama tiskanim u časopisima. Godine 1981. izašao joj je prvi roman Konačište vlakopratnog osoblja, koji je kritika odmah svrstala u tzv. prozu u trapericama odnosno mladenački bunt protiv autoriteta i društvenih ograničenja. Spomenutoj stilskoj formaciji bliski su i roman Traženje žlice i zbirka priča Sedam priča ili jedan život, dok je za zbirku priča Noći u bijelom satenu (1995.) karakteristično postmodernističko viđenje stvarnosti kao igre u jeziku. Roman Povratak slomljene strijele (2000.) tematizira velikosrpsku agresiju na Hrvatsku i ujedno navješćuje zaokret prema stvarnosti. Tako je radnja romana Nebeski biciklisti (2008.) smještena u 60-e godine prošloga stoljeća i protkana dokumentarističkim materijalom iz sfere pop kulture, a putopisnu prozu Očajnički sluteći Cohena (2013.) pokreću kulturne referencije važne za XX. stoljeće i postupci karakteristični za pustolovni žanr. 
Posebno mjesto u opusu Irene Lukšić ima esejistika. Riječ je o tekstovima koji na osobit, gotovo poetski način tumače fenomene karakteristične za moderno doba: kulturu celebrityja, putovanja, hranu i kućne ljubimce. Naime autorica spomenute pojave istražuje kroz književna djela objavljena u biblioteci Na tragu klasika (zajednički projekt Hrvatskog filološkog društva i Disputa iz Zagreba i dovodi u vezu s općim stanjem duha postpovijesnog vremena,  ali i povezuje s vlastitom biografskom situacijom (Dnevnici, snevnici, rječnici, 2009.).
Irena Lukšić istaknuta je stručnjakinja za rusku emigrantsku književnost i prevoditeljica s ruskog jezika. Za svoj umjetnički, stručni i prevoditeljski rad dobila je niz nagrada i priznanja.
Suradnica je američke enciklopedije svjetske književnosti Encyclopedia of World Literature in the 20th Century te Dictionary of Literary Biography, a u Hrvatskoj surađuje na najvažnijim enciklopedijskim izdanjima.
Objavila tristotinjak radova o ruskoj i hrvatskoj književnosti.
Proza joj je prevedena na engleski, makedonski, njemački, slovenski i turski jezik.

## Djela
- Konačište vlakopratnog osoblja, roman, CDD, Zagreb 1981.
- Zrcalo, roman za djecu, Mladost, Zagreb 1983.
- Sedam priča ili jedan život, pripovijetke, Revija Osijek 1986.
- Traženje žlice, roman, Izdavački centar Rijeka, Rijeka 1987.
- Noći u bijelom satenu, pripovijetke, Rival, Rijeka 1995.
- Nova ruska poezija; panorama novije ruske poezije, dvojezično, Hrvatsko filološko društvo, Zagreb 1998.
- Soc-art; zbornik tekstova, Hrvatsko filološko društvo Zagreb 1998.
- Jednostavna istina – ruska pripovijetka XX. stoljeća; panorama ruske pripovijetke, Rival, Rijeka 1998.
- Antologija ruske disidentske drame; Hrvatski centar ITI, Zagreb 1998.
- Ruska emigrantska književna kritika; zbornik, Hrvatsko filološko društvo, Zagreb 1999.
- Hrvatska/Rusija; zbornik o rusko-hrvatskim kulturnim vezama, dvojezično, Društvo hrvatskih književnika, Zagreb 1999.
- Povratak slomljene strijele, roman, Književni krug Karlovac, Karlovac 2000.
- Sjajna zvijezda Rovinja, pripovijetke, Mozaik knjiga, Zagreb 2001.
- Hrvatska i svijet; zbornik, Hrvatsko filološko društvo, Zagreb 2002.
- Krvavi mjesec nad Pompejima, pripovijetke, Ceres, Zagreb 2002.
- Ruska književnost u Svemiru; studije, Disput, Zagreb 2003.
- Treći val; antologija ruske emigrantske književnosti potkraj 20. stoljeća, Disput i Hrvatsko filološko društvo, Zagreb 2004.
- Tajni život laponske princeze, pripovijetke, Disput, Zagreb 2004.
- Katalog važnih stvari, kolumne o svakodnevnom životu, Meandar, Zagreb 2005.
- Pismo iz Sankt Peterburga, roman, Biblioteka I.G.Kovačić, Karlovac 2006.
- Ruski emigranti u Hrvatskoj između dva rata; zbornik, Hrvatsko filološko društvo, Zagreb 2006.
- Ogledi o ruskoj književnosti; Hrvatsko filološko društvo, Zagreb 2006.
- Šezdesete – The Sixties; zbornik, Hrvatsko filološko društvo, Zagreb 2007.
- Brodski! Život, djelo; zbornik, Disput, Hrvatsko filološko društvo, Zagreb 2007.
- elektroničko izdanje: Krvavi mjesec nad Pompejima, pripovijetke, 2007. www.elektronickeknjige.com
- elektroničko izdanje: Pismo iz Sankt Peterburga, roman, 2008.
- Nebeski biciklisti, roman, Disput, Zagreb 2008. www.elektronickeknjige.com
- Duga Resa – Ixtlan, pripovijetke, Disput, Zagreb 2008.
- Dnevnici, snevnici, rječnici, dnevnička i esejistička proza, Meandar, Zagreb 2009.
- Sedamdesete, zbornik. Hrvatsko filološko društvo, Zagreb 2010.
- Vjesnici nove književnosti. Prikazi, recenzije, nacrti. Hrvatsko filološko društvo, Zagreb 2010.
- Blagovati na tragu klasika, književna “kuharica”. Hrvatsko filološko društvo i Disput, Zagreb 2011.
- Gradovi, sela, dvorci. Vodič za literarne putnike. Hrvatsko filološko društvo i Disput, Zagreb 2012.
- Očajnički sluteći Cohena, roman. Disput, Zagreb 2013.
- Idoli i barabe. Slavne osobe u književnim djelima: ogled. Hrvatsko filološko društvo i Disput, Zagreb 2014.
- Klasici ostavljeni mačkama: Pokušaj drukčijega čitanja književnih tekstova. Hrvatsko filološko društvo i Disput, Zagreb 2015.
- Berlin-Pariz, roman. Disput, Zagreb 2016.
- Sve o sestri Robina Hooda. Roman. Meandar Media, Zagreb 2018.